# 前頜澳小鱂
前頜澳小鱂，為輻鰭魚綱鯉齒目鰕鱂亞目溪鱂科的其中一種，為亞熱帶淡水魚，分布於南美洲烏拉圭Lagoa Mirim流域，體長可達5公分，棲息在植被生長的底中層水域，生活習性不明。

## 擴展閱讀
維基物種上的相關：前頜澳小鱂